# Kamionka (Dukt)
Kamionka – osada wsi Dukt w Polsce, położona w województwie mazowieckim, w powiecie ciechanowskim, w gminie Glinojeck.
W latach 1975–1998 osada administracyjnie należała do województwa ciechanowskiego.